# Carleton Place (Ontario)
Carleton Place – miejscowość (ang. town) w Kanadzie, w prowincji Ontario, w hrabstwie Lenark.
Powierzchnia Carleton Place to 8,83 km². Według danych spisu powszechnego z roku 2001 Carleton Place liczy 9083 mieszkańców (1028,65 os./km²).

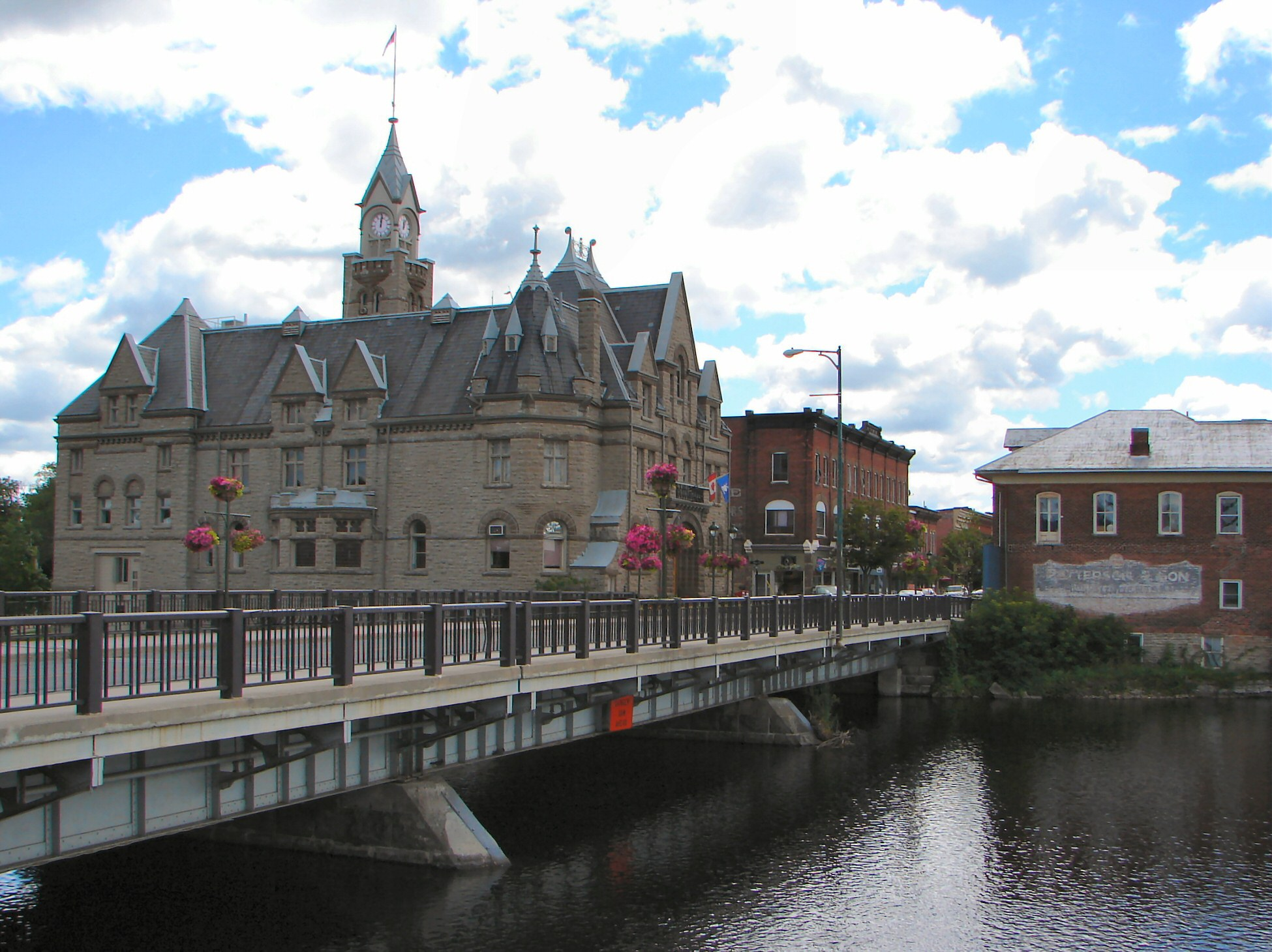
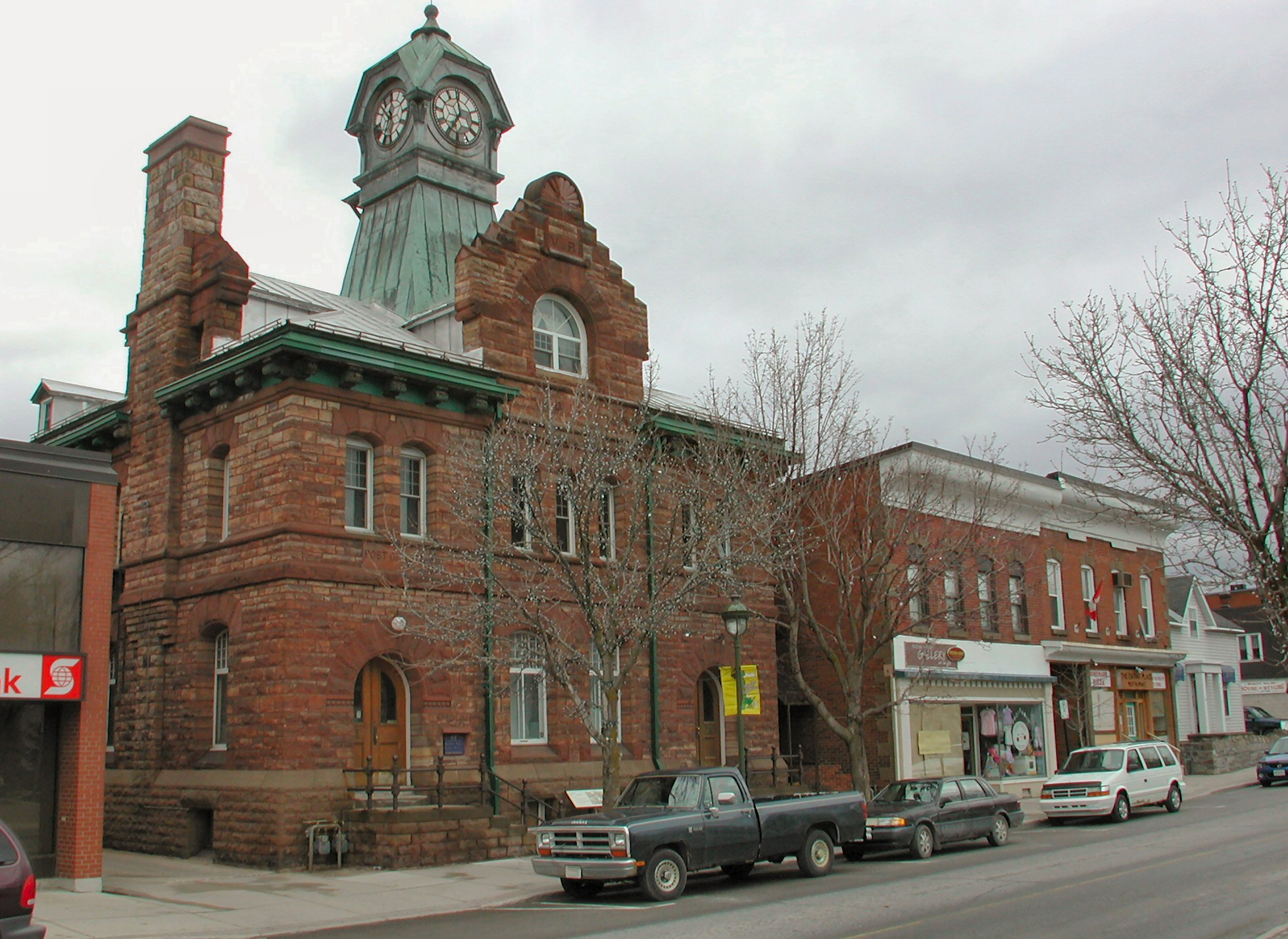